# Хасынский район
Хасы́нский район — административно-территориальная единица (район) в Магаданской области России.
В рамках организации местного самоуправления в границах района функционирует Хасынский муниципальный округ (с 2015 до 2022 гг. — городской округ, с 2006 до 2015 гг. — муниципальный район).
Административный центр — посёлок городского типа Палатка.

## География
Район расположен в центральной части Магаданской области, к северу от областного центра, назван по имени своей главной реки — Хасын.
На севере территория района граничит с Ягоднинским и Среднеканским районами, на юге — с территорией муниципального образования Город Магадан, на западе совпадает с границами Ольского и Тенькинского районов и на востоке — с Омсукчанским и Ольским районами Магаданской области.
Общая площадь Хасынского района составляет 19 252 км².

## История
Район образован в начале 1967 года в соответствии с указом Президиума ВС СССР от 30 декабря 1966 года путём выделения из юго-восточной части Ягоднинского (Аткинский и Мякитский поссоветы) и Тенькинского районов, а также ряда территорий, подчинявшихся Магаданскому горсовету.

## Население
Район
| 1970   | 1979    | 1989    | 2002    | 2005  | 2006  | 2007  | 2008  |
| ------ | ------- | ------- | ------- | ----- | ----- | ----- | ----- |
| 20 587 | ↗26 502 | ↗30 866 | ↘10 465 | ↘9535 | ↘9147 | ↘8356 | ↘8074 |
| 2009   | 2010    | 2011    | 2012    | 2013  | 2014  | 2015  | 2016  |
| ↘7884  | ↗8141   | ↘8139   | ↘7646   | ↘7330 | ↘7297 | ↘7248 | ↘7082 |
| 2017   | 2018    | 2019    | 2020    | 2021  | 2023  | 2024  |       |
| ↘6675  | ↘6462   | ↘6212   | ↗6219   | ↗6823 | ↗6934 | ↗7006 |       |

Муниципальный (городской) округ
| 1970   | 1979    | 1989    | 2002    | 2005  | 2006  | 2007  | 2008  |
| ------ | ------- | ------- | ------- | ----- | ----- | ----- | ----- |
| 20 587 | ↗26 502 | ↗30 866 | ↘10 465 | ↘9535 | ↘9147 | ↘8356 | ↘8074 |
| 2009   | 2010    | 2011    | 2012    | 2013  | 2014  | 2015  | 2016  |
| ↘7884  | ↗8141   | ↘8139   | ↘7646   | ↘7330 | ↘7297 | ↘7248 | ↘7082 |
| 2017   | 2018    | 2019    | 2020    | 2021  | 2023  | 2024  |       |
| ↘6675  | ↘6462   | ↘6212   | ↗6219   | ↗6823 | ↗6934 | ↗7006 |       |

### Урбанизация
Городское население (пгт Палатка, Атка и Стекольный) составляет 90,18 % от всего населения района (округа).

## Населённые пункты
В состав района входят 7 населённых пунктов, в том числе 3 городских населённых пункта — посёлка городского типа (рабочих посёлка) —  и 4 сельских населённых пункта:
| № | Населённый пункт | Тип      | Население |
| - | ---------------- | -------- | --------- |
| 1 | Палатка          | пгт (рп) | ↗4159     |
| 2 | Атка             | пгт (рп) | ↘1        |
| 3 | Стекольный       | пгт (рп) | ↘2158     |
| 4 | Карамкен         | посёлок  | ↗3        |
| 5 | Сплавная         | посёлок  | ↘44       |
| 6 | Талая            | посёлок  | ↗364      |
| 7 | Хасын            | посёлок  | ↘302      |

Преобразованные населённые пункты
В 2012 году пгт (рабочий посёлок) Карамкен преобразован в сельский населённый пункт (посёлок).
В 2019 году пгт (рабочий посёлок) Талая преобразован в сельский населённый пункт (посёлок).

### Упразднённые населённые пункты
- 1994 год — рабочий посёлок Мякит, поселок Стрелка[30]

- 1996 год —  поселки Арарат и Буюнда[31].

- 2016 год — посёлки Буркот, Молочная, Поворотный и Новая Армань[32];
- 2019 год — посёлок Яблоневый[33].

## Муниципальное устройство
В рамках организации местного самоуправления в границах района функционирует Хасынский муниципальный округ (с 2015 до 2022 гг. — городской округ, с 2006 до 2015 гг. — муниципальный район).
С 2005 до 2014 гг. в существовавшем тогда муниципальном районе выделялись 5 муниципальных образований, в том числе 1 сельское  и 4 городских поселения.
В 2014 году было упразднено сельское поселение посёлок Карамкен, а его территория отнесена к межселенной территории Хасынского района.
С 2014 до 2015 гг. в муниципальном районе выделялись 4 муниципальных образования со статусом городского поселения, а также межселенная территория без какого-либо статуса муниципального образования:
| №        | Муниципальное образование | Административный центр | Количество населённых пунктов | Население (чел.) |
| -------- | ------------------------- | ---------------------- | ----------------------------- | ---------------- |
| 1e-06    | Городские поселения:      |                        |                               |                  |
| 1        | посёлок Атка              | пгт Атка               | 1                             | 415 (2015)       |
| 2        | посёлок Палатка           | пгт Палатка            | 2                             | 4438 (2015)      |
| 3        | посёлок Стекольный        | пгт Стекольный         | 1                             | 2027 (2015)      |
| 4        | посёлок Талая             | пгт Талая              | 1                             | 299 (2015)       |
| 4.000002 | Межселенная территория:   |                        |                               |                  |
| 4.000003 | Межселенная территория    |                        | 3                             |                  |

В 2015 году все городские поселения были упразднены и вместе с муниципальным районом в рамках организации местного самоуправления преобразованы путём их объединения в Хасынский городской округ.
В рамках административно-территориального устройства продолжает выделяться Хасынский район.
К 1 января 2023 года городской округ преобразован в Хасынский муниципальный округ.

## Природа

### Климат
Климат континентальный, суровый. Зима продолжительная, лето прохладное. Средняя температура января от −19°С до −23 °C на юге района и −38 °C на севере. Июля — соответственно +12 °C и +16 °C. Осадков 300—700 мм в год.
Вегетационный период не более 100 дней. Повсеместно (кроме речных долин) распространены многолетнемёрзлые породы.
Экосистема
Район расположен в зоне северной тайги. Преобладают горно-лесные подзолистые почвы. Таёжные леса — редкостойные, основная порода — даурская лиственница.
Сохранились белка, заяц-беляк, лисица, медведь, росомаха, ласка, северный олень и др. Многочисленны птицы: куропатки, утки, гуси. В реках и озёрах — нельма, хариус, голец, мальма, налим.
Примечательные природные объекты
- Аткинский зоологический заказник. 123,0 тыс. га. Охраняется снежный баран
- Памятник природы Тальский (водный). Источник, воды которого выходят из трещин в глинистых сланцах верхнего триаса, интрудированных пластами андезитов. Охраняется в качестве ГПП гидрогеологического типа федерального ранга. Вода по составу хлоридно-сульфатно-натриевая, минерализация — 0,4 г/л, содержится кремнекислота в количестве до 130 мг/л. Участок выхода источника разбурен, и термальная вода подается из скважины с общим дебитом 10 литров в секунду и температурой до 90 градусов.
- Памятник природы Хасынский (ботанический). Реликтовая черемуховая роща и пойменные леса по р. Хасын, у поселков Сплавная и Хасын
- Памятник природы Базальтовый (геологический). В обрывах — обнажение мощного покрова черных базальтов, светло-серых и кремовых липаитов. Друзы горного хрусталя, аметисты, агаты.
- Памятник природы Песчаный(геологический). Обнажение песчано-артиллитовой толщи мощностью 100 м, содержащее фауну позднепермского юрского возраста

## Экономика
Главное производство — Колымский аффинажный завод по переработке золота. В районе разведаны месторождения золота и серебра. Развито сельское хозяйство, оленеводство. Район перспективен для туризма. Здесь расположена главная здравница Северо-Востока России — водно-грязевый курорт Талая.
Производственный комплекс представлен такими предприятиями как ОАО «Колымский аффинажный завод», ОАО научно-производственный комплекс «Колымавзрывпром», ЗАО «Концерн Арбат», ХМУП «Комэнерго», МУП «Хасынкомэнерго-Комплекс», МУП «Комэнерго-Стекольный», ООО «ПАБ», ООО «Верол-Сервис», ГУДЭП-248, ГУДЭП-249, МОС «Хасынский» и др.
Предприятия производят аффинированный драгметалл, продукты питания, вырабатывают теплоэнергию и электроэнергию, осуществляют перевозку нефтепродуктов, угля, прочих грузов.
В Хасынском районе развивается пищевая промышленность, работают хлебовыпекающие предприятия.
Агропромышленный комплекс Хасынского округа города Магадана представлен молочно-овощным совхозом «Хасынский», тремя крестьянско-фермерскими хозяйствами — «Возрождение», «Ветерок», «Хасынское».

### Здравоохранение
Хасынская районная больница-районная больница находящиеся в пгт Палатка